# Diablo IV
Diablo IV – fabularna gra akcji typu dungeon crawler, czwarta odsłona serii gier Diablo. Została zapowiedziana 1 listopada 2019 roku przez Blizzard Entertainment podczas konwentu BlizzCon 2019 i początkowo miała być przeznaczona na platformy Microsoft Windows, PlayStation 4 i Xbox One. 12 czerwca 2022 roku zapowiedziano, że gra będzie miała premierę w 2023 roku i pojawi się również na PlayStation 5 i Xbox Series X/S. W grze powrócą mechaniki serii, takie jak  proceduralnie generowane lochy i tworzenie postaci skupiające się na łupach oraz pojawią się nowości, m.in. otwarty świat i interakcje gracz kontra gracz (PvP). Ogłoszono pięć grywalnych klas: Barbarzyńcę, Czarodziejkę, Druida, Łotrzyka i Nekromantę; wszystkie z nich pojawiły się wcześniej w serii.

## Fabuła
Po wydarzeniach z trzeciej części Sanktuarium jest wyniszczone wskutek działań Malthaela i Diablo. Wojna Niebios z Piekłami doprowadziła do rozpadu wszelkiego porządku. Na wielu ziemiach szaleją demony wszelkiej maści, a ludzie zaczęli tracić nadzieję, modląc się do kogokolwiek w nadziei na ocalenie przed szaleństwem targającym światem. W jednym z miejsc trójka podróżników zostaje przytłoczona przez demony i dociera do tajemniczego miejsca, które okazuje się być bramą między światami. Kontrolę nad ich ciałami przejmuje tajemniczy kultysta imieniem Elias. Używa ich krwi do stworzenia bramy, dzięki której sprowadza Lilith, swoją dawno wygnaną matkę, tzw. "Córę Nienawiści", która dawno temu wraz z Inariusem, podkomendnym Tyraela i doradcą Rady Angiris, stworzyła Sanktuarium jako schronienie dla aniołów i demonów zmęczonych wieczną wojną. Sprowadza on "świętą matkę" celem ponownego przejęcia przez siły Płonących Piekieł władzy nad światem, który stworzyła dawno temu i jest wyniszczony przez wydarzenia z poprzednich trzech części. Zadaniem bohaterów będzie stawienie czoła Lilith.

## Odbiór gry

### Sprzedaż
6 czerwca 2023 roku Blizzard Entertainment ogłosił, że Diablo IV stało się najszybciej sprzedającą się grą Blizzarda w historii. 12 czerwca 2023 roku podano, że gra wygenerowała 666 mln dolarów przychodu w ciągu pierwszych 5 dni od premiery. We wrześniu 2024 roku starszy menedżer ds. produktów Harrison Froeschke poinformował, że od czasu premiery Diablo IV zarobiło ponad 1 miliard dolarów, w tym 150 mln dolarów pochodziło z mikrotransakcji.
Wersja Diablo IV na PlayStation 5 była drugą najlepiej sprzedającą się grą detaliczną w pierwszym tygodniu po premierze w Japonii, osiągając sprzedaż na poziomie 24 375 egzemplarzy. Wersje na PlayStation 4 i Xbox Series X sprzedały się w Japonii odpowiednio w 8940 i 8524 egzemplarzach w ciągu tygodnia, zajmując 4. i 5. miejsce na cotygodniowej liście sprzedaży gier we wszystkich formatach. W sumie Diablo IV sprzedało się w liczbie 41 839 egzemplarzy na wszystkich platformach w pierwszym tygodniu od premiery w Japonii. W drugim tygodniu sprzedano 4902 egzemplarzy DIV na PS5, które osiągnęło sprzedaż na poziomie 29 277 szt. w ciągu dwóch tygodni i zajęła 5. miejsce na liście sprzedaży gier w Japonii; sprzedano także odpowiednio 2115 i 1566 egzemplarzy na PS4 (19. miejsce) i XSX (24. miejsce). W ciągu pięciu tygodni od premiery sprzedano 35 242 egzemplarze gry na PlayStation 5.

### Zainteresowanie grą
Diablo IV było najczęściej pobieraną grą na PlayStation 5 w sklepie PlayStation Store w Stanach Zjednoczonych, Kanadzie i Europie w czerwcu 2023 roku. Wersja na PlayStation 4 była najczęściej pobierana w USA i Kanadzie, z kolei w Europie zajęta trzecie miejsce. W sprawozdaniu finansowym za II kwartał 2023 podano, że w czerwcu tegoż roku ponad 10 milionów osób zagrało w Diablo IV, grając przez ponad 700 milionów godzin. Na Gamescom 2023 podano, że od czasu premiery w grę zagrało 12 mln graczy, którzy grali przez 1,3 miliarda godzin. 

### Krytyka
Od momentu wydania, Diablo IV spotkało się z uznaniem recenzentów, którzy chwalili narrację gry, atmosferę i wartość ponownego zagrania (ang. replay value). W serwisie Metacritic wersja na PC otrzymała zagregowany wynik 86/100 (w oparciu o 96 recenzji), wersja na PlayStation 5 88/100 (w oparciu o 34 recenzje), a wersja na Xbox Series X/S 91/100 (w oparciu o 20 recenzji). Całościowy wynik na podstawie recenzji graczy wyniósł 2.5/10 (w oparciu o ponad 10 tysięcy ocen). Z kolei na OpenCritic gra otrzymała wynik 94/100 (w oparciu o 164 recenzje).